# Isle aux Herbes
L'Isle aux Herbes ou îles aux Herbes est située dans le golfe du Mexique, près de la côte de l'Alabama dans la ville de bayou La Batre du comté de Mobile. 

## Géographie
L'île aux Herbes fait partie des nombreuses îles formées il y a plus de deux mille ans dans le delta du Mississippi et la rive nord du golfe du Mexique et formant une des îles barrière.
Elle mesure 4 km de long sur 500 mètres de large pour une superficie d'environ 2 km².
En août 2005, l'Isle aux Herbes subit les dommages de l'ouragan Katrina.

## Histoire
L'île aux Herbes a été nommée au début du XVIIIe siècle par des colons français lors de l'exploration du fleuve Mississippi par l'explorateur Pierre Le Moyne d'Iberville (1661-1706) qui reconnut cette région méridionale de la Louisiane française.

## Catastrophe pétrolifère

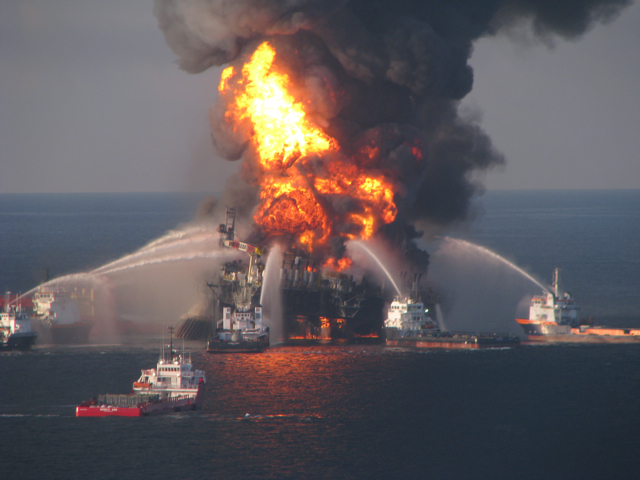
Catastrophe pétrolière de 2010 dans le golfe du Mexique au large de l'Isle aux Herbes.

Le 20 avril 2010, la plate-forme pétrolière, "Deepwater Horizon", louée par la compagnie pétrolière britannique BP pour forer dans le golfe du Mexique (dans la Zone Économique Exclusive des États-Unis) le puits le plus profond jamais creusé en offshore, explose, générant un incendie et entrainant la mort de 11 personnes et une gigantesque marée noire. Le bayou La Batre et notamment l'Isle aux Herbes furent ravagés par cette pollution pétrolière. La faune et la flore furent gravement atteintes par les hydrocarbures, notamment les nombreux oiseaux limicoles et échassiers qui vivaient dans cette île.
Après l'utilisation de dispersant dans le golfe du Mexique par BP, l'activité de la pêche et du tourisme de la ville s'est réduite progressivement. En effet, BP a déversé plus de 2,6 millions de litres de dispersant du type Corexit EC9527A et du Corexit EC9500A, déclaré encore ultra toxique selon Greenpeace ou encore le Cedre, le centre de documentation, de recherche et d'expérimentations sur les pollutions accidentelles des eaux.  Désormais, la plupart des dockers, pécheurs, ou autres personnes vivants de la pêche sont aux chômage et les centres de distribution de nourritures sont surchargés. Aussi, l'activité du tourisme est fortement touché et affaiblie par cette marée noire.